# 畑尻剛
畑尻 剛（はたじり つよし、1950年8月30日 - 2023年1月20日）は、日本の憲法学者。中央大学名誉教授。指導教官は川添利幸。和歌山県田辺市出身。

## 略歴
- 1969年3月 東京都立竹早高等学校卒業
- 1975年3月 中央大学法学部法律学科卒業
- 1982年3月 同大学院法学研究科博士後期課程単位取得満期退学。
- 1982年4月 中央大学法学部通信教育課程インストラクター・埼玉大学教養学部兼任講師・中京法律専門学校兼任講師
- 1984年4月 城西大学経済学部専任講師
- 1986年4月 城西大学経済学部助教授
- 1995年4月 城西大学経済学部教授
- 2004年4月 中央大学法学部教授
- 2005年4月 同大学大学院法務研究科教授（併任。2013年3月まで）
- 2014年4月 ドイツ・ミュンスター大学法学部客員教授（2014年5月まで）
- 2021年3月 中央大学法学部を定年退職[4]
- 2023年1月20日　逝去[5]

## 著書
- 『法学』（共著、尚学社、1983年）
- 『憲法裁判研究序説』（単著、尚学社、1988年）
- 『憲法裁判の国際的発展―日独共同研究シンポジウム』（共著、信山社、2004年）
- 『プロセス演習 憲法』（棟居快行・工藤達朗・小山剛・赤坂正浩・石川健治・内野正幸・大沢秀介・大津浩・駒村圭吾・笹田栄司・宍戸常寿・鈴木秀美・村田尚紀・宮地基・矢島基美・山元一と共著）信山社 2004年
- 『憲法の規範力と憲法裁判』（共著、信山社、2013年）
- 『憲法〔第5版〕』（共著、信山社、2014年）
- 『判例から考える憲法』（共著、法学書院、2014年）
- 『国家と憲法の正当化について』（翻訳、中央大学出版部、2017年）
- 『多元主義における憲法裁判』（共著、中央大学出版部、2017年）
- 『基本権・環境法・国際法』（編者、中央大学出版部、2017年）
- 『ドイツの憲法判例Ⅳ』（共著、信山社、2018年）
- 『ペーター・ヘーベルレの憲法論』（単著、中央大学出版部、2021年）
- 『Inzidente und konzentrierte Verfassungsgerichtsbarkeit』（単著、中央大学出版部、2022年）
- 『花の紀三井寺 : 畑尻保句集』（責任刊行、私家版、2023年）[6]